# Johannes Kulset
Johannes Kulset, né le 14 avril 2004 à Oslo, est un coureur cycliste norvégien.

## Biographie
Johannes Kulset est le fils de Vegard Kulset, dirigeant de la chaîne de stations services Uno-X (en). Ses trois frères Kristian, Sindre et Magnus sont également coureurs cyclistes. Dans sa jeunesse, il pratique de nombreux sports comme le bandy, le ski nordique, le football et le vélo. Il décide finalement de se consacrer au cyclisme à partir de 2020, au début de la pandémie de Covid-19. Doté d'un petit gabarit, il se considère avant tout comme un grimpeur. 
Lors de la saison 2022, il se distingue en terminant deuxième du Tour du Pays de Vaud et troisième du Trophée Centre Morbihan, deux manches de la Coupe des Nations Juniors. Il représente également la Norvège lors des championnats d'Europe et des championnats du monde juniors. Le 3 juin, la presse spécialisée annonce qu'il a signé un contrat professionnel de quatre ans avec Uno-X Pro. Il réalisera d'abord sa première saison espoirs dans la réserve Uno-X Dare Development, avant de rejoindre l'équipe mère en 2024.

## Palmarès

### Palmarès par année
- 2022
  - 2e du Tour du Pays de Vaud
  - 3e du Trophée Centre Morbihan
- 2023
  - 2e du Lillehammer GP
  - 3e de l'Alpes Isère Tour
- 2025
  - 2e du Sundvolden GP
  - 3e de l'AlUla Tour

### Résultats sur les grands tours

#### Tour de France
1 participation
- 2024 : 47e